# Fakulteta za aplikativno naravoslovje v Novi Gorici
Fakulteta za naravoslovje (FN) Univerze v Novi Gorici ima  svoj sedež v Ajdovščini (Vipavska cesta 11c, 5270 Ajdovščina).
Njena trenutna dekanja je prof. dr. Sandra Gardonio.

#### Nekdanja organizacija
Fakulteta za naravoslovje (FN) Univerze v Novi Gorici je bila ustanovljena leta 1999 kot Šola za aplikativno naravoslovje v okviru Politehnike v Novi Gorici. Leta 2006, ko je bil Politehniki v Novi Gorici podeljen status univerze, se je Šola za aplikativno naravoslovje preimenovala v Fakulteto za aplikativno naravoslovje, leta 2015 pa ob prenovi in razširitvi študijskih programov, ki jih ponuja, v Fakulteto za naravoslovje. 

#### Nekdanji dekani
- prof. dr. Gvido Bratina (1999 - 2014)
- prof. dr. Samo Stanič (2014 - 2020)

#### Študijski programi
Fakulteta za naravoslovje od akademskega leta 2016/2017 dalje izvaja Univerzitetni študijski program prve stopnje »Fizika in astrofizika« kot edini prvostopenjski program s področja astrofizike v Sloveniji. Temeljni cilj programa prve stopnje je posredovati študentom vsa potrebna teoretska in eksperimentalna znanja ter začetne raziskovalne izkušnje za nadzorovano raziskovalno delo. Prvostopenjski študij je nadgrajen z Magistrskim študijskim programom druge stopnje »Fizika in astrofizika«, ki kljub okvirni usmeritvi na področja astrofizike in fizike trdne snovi nudi široko teoretsko in eksperimentalno osnovo za nadaljevanje študija ali zaposlitev na kateremkoli področju fizike. Obema programoma je podelila javno veljavo Nacionalna agencija Republike Slovenije za kakovost v visokem šolstvu za maksimalno možno obdobje sedmih let (do 30.9.2022). Med študijem so študenti vpeti v raziskovalno delo v petih laboratorijih in centrih Univerze v Novi Gorici (Center za astrofiziko in kozmologijo, Laboratorij za fiziko organskih snovi, Center za raziskave atmosfere, Laboratorij za raziskave materialov, Laboratorij za kvantno optiko), ki pedagoško delo raziskovalno podpirajo. Fakulteta omogoča izmenjavo kreditnih točk ECTS tako med fakultetami in šolami Univerze v Novi Gorici kot v okviru celotnega visokošolskega sistema EU.